# Aaron Hughes
Aaron William Hughes, mais conhecido como Aaron Hughes (Cookstown, 8 de novembro de 1979), é um futebolista norte-irlandês que atua como zagueiro. Atualmente, joga no Heart of Midlothian.
Hughes já atuou em todas as posições da zaga, bem como em todos os posicionamentos do meio-campo. Ele é o atual capitão da Seleção Norte-Irlandesa de Futebol.
Hughes foi premiado com a camisa número 18 por Ruud Gullit no início da temporada 1999/2000, enquanto atuava pelo Newcastle. Desde então, ele nunca usou outro número a nível de clubes. Já na seleção de seu país, ele tem usado o número desde 2002.

## Clubes

### Newcastle United
Nascido em Cookstown, Tyrone, Condado de Hughes iniciou sua carreira nas categorias de base do Newcastle United. Foi relacionado a primeira vez para a equipe principal em uma partida entre Newcastle e Barcelona no Camp Nou, em 26 de novembro de 1997. Seu primeiro jogo foi contra o Sheffield Wednesday mais tarde na mesma temporada. Teve poucas aparições no time após isso, mas ele havia se garantido na equipe para a temporada 1999-2000. Durante o tempo em Tyneside, Hughes apareceu 279 vezes para os Magpies em todas as competições e marcou sete gols. Ele detinha o recorde como o mais jovem estreante da Magpies nas competições europeias, até que foi quebrado por Andy Carroll em novembro de 2006.

### Aston Villa
Em 20 de maio de 2005, Hughes foi vendido para o colega de Premier League o  Aston Villa por um valor de 1 milhão de Euros. Durante o tempo na região de West Midlands, ele fez 54 partidas em todas as competições.

### Fulham
Em 27 de junho de 2007, Hughes foi anunciado como uma nova contratação do Fulham para a Premier League.
Em sua apresentação, Hughes foi entrevistado e disse: "Estou muito feliz por ingressar no Fulham e estou ansioso para trabalhar com Lawrie Sanchez, a nível de clube. Gostei da minha temporada no Aston Villa, mas quando essa oportunidade se apresentou não tive qualquer hesitação em vir para contribuir com o projeto da diretoria para o clube, que, obviamente, foram de grande interesse para mim. Estou feliz por ter assinado antes do início da pré-temporada, o que me dá a oportunidade de estar com os companheiros no primeiro dia, que será na próxima semana". Com a ausência de Brian McBride devido a lesão, Hughes tem usado a braçadeira de capitão do time.

## Seleção Norte-Irlandesa
Hughes fez sua estréia na seleção em 25 de março de 1998 contra a Eslováquia e 17 de abril de 2002, ele foi premiado sendo nomeado capitão da seleção de seu país. Ele tem sido capitão regular desde 2003, comandando o time em vitórias notáveis sobre grande seleções como Inglaterra, Espanha e Suécia. Ele fez parte do elenco da Seleção Norte-Irlandesa de Futebol da Eurocopa de 2016.